# Stumpffia madagascariensis
Stumpffia madagascariensis es una especie de anfibio anuro de la familia Microhylidae. Esta rana es endémica del parque nacional de la Montaña de Ámbar en Madagascar. Se conoce muy poco de esta especie pero se ha encontrado en selva tropical primaria entre los 1020 y los 1050 metros de altitud. Se cree que como en otras especies de su género, sus renacuajos se desarrollan en nidos de espuma en el suelo y no se alimentan durante esa fase.
Esta especie ha sido eliminada de la sinonimia con Stumpffia psologlossa por Köhler, Vences, D'Cruze & Glaw en 2010, donde fue colocada por Blommers-Schlösser & Blanc en 1991. El nombre de su especie, compuesto de madagascari y el sufijo latín -ensis, significa "que vive, que habita", y le fue dado en referencia al lugar de su descubrimiento, Madagascar. 

## Publicación original
- Mocquard, 1895 : Sur une collection de reptiles recueillis à Madagascar par MM. Alluaud et Belly. Bulletin de la Société philomathique de Paris, sér. 8, vol. 7, p. 112-13.[2]